# 延安時期
延安時期是指中共中央以延安為革命根據地和政府駐地的時段。開始於第一次国共内战1935年10月10日當長征到中華民國陝西省吴起镇（今吴起縣，廣義上的陕北），結束於第二次國共內戰1948年3月23日當中共中央东渡黄河转向华北。前后12年5个月5天，习稱“陕北13年”。1937年9月，陝甘寧邊區成立。

## 教育
延安時期推廣了新文字運動，又稱拉丁化新文字運動，遍及漢語官話老國音及13種漢語方言。